# Michel Vaarten
Michel Vaarten (nascido em 17 de janeiro de 1957) é um ex-ciclista belga. Competiu como representante de seu país nos Jogos Olímpicos de Verão de 1976 em Montreal, onde conquistou a medalha de prata na corrida de 1 km contrarrelógio, atrás de Klaus-Jürgen Grünke (da Alemanha Oriental). Vaarten se tornou profissional em 1979 e competiu até o ano de 1992. Já conquistou doze títulos nacionais, um título europeu e um título mundial, principalmente no ciclismo de pista.